# Damals war es Friedrich
Damals war es Friedrich ist ein Jugendbuch des deutschen Schriftstellers Hans Peter Richter, das 1961 beim Sebaldus-Verlag veröffentlicht wurde. 1969 erschien eine überarbeitete Fassung des Romans. Er zählt zu den bekanntesten deutschen Jugendbüchern zum Thema Nationalsozialismus und wird häufig als Schullektüre gelesen.

## Inhalt
Die Hauptfigur des Buches ist ein 1925 geborener jüdischer Junge namens Friedrich, der in der Zeit des Nationalsozialismus lebt. Die gesamte Geschichte wird aus der Ich-Erzähler-Perspektive eines anderen Jungen erzählt, dessen Name nicht genannt wird. Dieser erzählt in einem zurückhaltenden, kaum wertenden Tonfall, der den Schrecken der Ereignisse noch verstärkt. Anfangs ist alles noch friedlich, er wohnt mit Friedrich im selben Haus (das dem Hausbesitzer H. Resch gehört) und er ist eine Woche älter als sein bester Freund, mit dem er sehr viel spielt. Aber als Hitler an die Macht kommt, muss Friedrich merken, dass sich für ihn als Juden mit der Zeit vieles zum Schlechten wendet und der Nachbarsjunge immer weniger Zeit hat, um sich um seinen Freund zu kümmern, und den Geschehnissen der Zeit ausgeliefert ist. Am Ende stirbt Friedrich bei einem Bombenangriff, weil der Blockwart Resch ihm den Zutritt zum Luftschutzkeller verweigert.
Der Titel bezieht sich auf das Motto, das dem Buch vorangestellt ist:
Damals waren es die Juden.
Heute sind es dort die Schwarzen, hier die Studenten.
Morgen werden es vielleicht die Weißen, die Christen oder die Beamten sein.
Der Anhang des Buches enthält einige Anmerkungen und Erklärungen zum Judentum und den historischen Ereignissen. In einer Zeittafel werden historische Daten zwischen der Machtübernahme der Nationalsozialisten am 30. Januar 1933 und der Kapitulation Deutschlands im Zweiten Weltkrieg am 8. Mai 1945 aufgelistet, darunter Pogrome und Verordnungen zur Entrechtung der Juden während der Judenverfolgung im Nationalsozialismus.

## Figuren
- Friedrich Schneider ist ein normales, „zufällig jüdisches“ Kind, das eine Reihe von positiven Eigenschaften zeigt: Friedrich ist friedlich, höflich und dankbar. 1934 muss er die allgemeine Schule verlassen.[3] Im Verlauf der Handlung wird Friedrich immer verantwortungsvoller, reagiert aber später auch spürbar verzweifelt und aggressiv  (wahrscheinlich wegen des Tods seiner Mutter), was die psychische Belastung veranschaulicht. Er stirbt im Jahr 1942 bei einem Bombenangriff, da er nicht in den Luftschutzkeller darf und von einem Bombensplitter tödlich getroffen wird.[2]

- Frau Schneider ist jüdischen Glaubens und die Mutter von Friedrich. Sie ist eine einerseits zurückhaltende, gleichzeitig aber auch großzügige, bescheidene und freundliche Frau. Sie wird in der „Reichspogromnacht“ vom 9. auf den 10. November 1938 von einer Nazi-Horde in ihrer Wohnung überfallen und stirbt an den Folgen der Misshandlung.

- Herr Schneider ist Friedrichs Vater, ein zunächst großzügiger und geselliger Mann, der anfangs eine (scheinbar) gesicherte Position als Postbeamter innehat. Aufgrund seiner Herkunft wird er nach der Machtübernahme durch die Nationalsozialisten beurlaubt und arbeitet später als Abteilungsleiter in einem Kaufhaus. Als Jude nimmt er in nicht allzu strenger Form am religiösen Leben teil. Herr Schneider verkörpert den Typus des jüdischen Deutschen, der nicht wahrhaben will, welche Gefahr ihm durch die mörderische Rassenpolitik der Nazis droht. Diese fatale Interpretation seiner Situation liegt begründet in einer religiösen Deutung der jüdischen Opferrolle, die er als Konstante der jüdischen Geschichte sieht. Nach dem Tode seiner Frau wird er mürrisch und depressiv und wird im Jahr 1941, als er einen befreundeten Rabbiner, der steckbrieflich gesucht wurde, Unterschlupf gewährte, von der Gestapo abgeholt und vermutlich in ein KZ gebracht.

- Der Erzähler, dessen Name im Buch nicht genannt wird, ist zunächst Pimpf und später Hitlerjunge. Im privaten Bereich hat er keine Vorbehalte gegenüber Friedrich und dessen Familie und zeigt eine begrenzte Solidarität. Trotzdem lässt er sich in der „Reichspogromnacht“ in den Sog einer kollektiven Zerstörungswut ziehen,[4] die er aber unmittelbar danach wieder bereut.

- Der Vater des Erzählers, ein ebenfalls vorurteilsloser Mann, lässt seinen Jungen mit Friedrich spielen und zeigt sich gegenüber der Familie Schneider im privaten Rahmen solidarisch und freundschaftlich verbunden. Das hindert ihn aber nicht daran, aus Opportunitätsgründen und um des beruflichen Fortkommens willen in die NSDAP einzutreten. In der Beurteilung der politischen Lage zeigt er sich weitsichtiger als Herr Schneider, dem er die den Juden drohende Gefahr deutlich macht. Er versucht vergeblich, Herrn Schneider zur Auswanderung aus Deutschland zu bewegen.

- Die Mutter des Erzählers, eine hilfsbereite und freundliche Frau, ist vorurteilsfrei ihren jüdischen Nachbarn gegenüber und lässt ihren Sohn mit Friedrich spielen. Der Gewalt gegen ihre Nachbarn hat sie allerdings nichts entgegenzusetzen. Als ihr Mann, als typisches Opfer der Weltwirtschaftskrise, arbeitslos wird, muss sie mitverdienen, was ihr eher unangenehm ist.

- Der Großvater mütterlicherseits des Ich-Erzählers verkörpert den Typus des autoritätsfixierten Kleinbürgers wilhelminischer Prägung, dessen Vorurteilsstruktur gegenüber Juden auf (angeblichen) persönlichen Erfahrungen beruht. Dementsprechend verbietet er seinem Enkel, mit Friedrich zu spielen. Dieser Typus zeigt zwar keine Neigung zu verbaler oder körperlicher Gewaltausübung gegenüber Juden, er gehört aber zu den geistigen Wegbereitern der Judenverfolgung in Deutschland. Er arbeitet bei der Reichsbahn und unterstützt die Familie finanziell.

- Herr Resch ist der Typus des brutalen und nur auf seinen Vorteil bedachten Nazis. Als offensichtlicher Leser des Stürmers ist er ein von Anfang an überzeugter Nationalsozialist, weswegen ihm die Schneiders ein Dorn im Auge sind. Er ist gefühllos, rücksichtslos, grausam und praktiziert sämtliche typischen Spielarten des Antisemitismus, von der Beschimpfung bis hin zur rohen Gewalt. Er scheut sich noch nicht einmal, die Wohnung der Schneiders nach dem Einsatz der Gestapo zu plündern. Der Blockwart verschuldet in seiner Rolle als Luftschutzwart indirekt den Tod Friedrichs, indem er diesem den Zutritt zum Luftschutzkeller verwehrt und verhöhnt ihn hinterher noch.

- Polykarp ist Herrn Reschs Gartenzwerg und spielt im ersten und im letzten Kapitel des Buches eine wichtige Rolle. Wie Friedrich wird auch Polykarp während des Luftangriffs von einem Bombensplitter am Kopf getroffen. Dabei steht Reschs „menschliche“ Behandlung seines Gartenzwerges in einem schroffen Gegensatz zu seiner unmenschlichen Behandlung Friedrichs.

Die weiteren Figuren des Romans lassen sich (kontrastiv) dem Merkmal Täter, Opfer oder Zuschauer zuordnen; viele dieser Figuren tauchen nur in einem Kapitel auf und sind daher auch recht statisch angelegt. Einige wenige Figuren (alte Frau, Richter, Helga, Lehrer Neudorf, Feldwebel) werden in Entscheidungssituationen gebracht und überwinden damit ein wenig das Gefühl völligen Ausgeliefertseins an den Terror.

## Rezeption
Damals war es Friedrich war in seinem Erscheinungsjahr 1961 eines der ersten Jugendbücher zum Thema Judenverfolgung in Deutschland. Heute gilt es neben dem Tagebuch der Anne Frank und Als Hitler das rosa Kaninchen stahl von Judith Kerr als eines der bekanntesten Jugendbücher zum Nationalsozialismus. Das Buch stand 1962 auf der Auswahlliste zum Deutschen Jugendliteraturpreis. 1972 wurde es mit dem Mildred L. Batchelder Award der American Library Association für das beste in Amerika veröffentlichte Jugendbuch eines nicht amerikanischen Autors ausgezeichnet. Daneben erhielt es den Sebaldus-Jugendbuchpreis und den Woodward-School-Book-Award. 1989 verlieh der dtv Verlag Richter das Goldene Taschenbuch als Auszeichnung für eine Million verkaufte Exemplare. Im Jahr 2013 erschien bereits die 62. Auflage.
Das Buch gehört zum Kanon der Schullektüre und wird gewöhnlich im 6. Schuljahr gelesen. Die 32 Episoden des Buches haben den Charakter von Kurzgeschichten und können wegen ihrer geschlossenen Form auch einzeln gelesen werden, was sie für den Unterricht besonders geeignet macht. In diversen Unterrichtsmaterialien wird der Einsatz im Schulunterricht empfohlen. Wolfgang Vogelsaenger lobte den „sachlichen Stil“ und die „pädagogische Absicht“ des Autors. Franz Waldherr nannte den Roman einen „geschichtsliterarischen Text, der historische Realität adressatengerecht repräsentiert“, wobei er besonders „das Modellhaft-Exemplarische“ der Episoden hervorhob. Das Buch sei bis heute bei den Schülern beliebt. In zeitgenössischen Untersuchungen regte sich jedoch auch Kritik am Inhalt des Buches.
Ulrike Schrader sprach sich in der Zeitschrift Praxis Deutsch (195, 2005, S. 57–58) gegen die Lektüre des Jugendbuchs im Fach Deutsch aus. Zwar habe das Buch „ein unbestreitbares Verdienst als Beginn der Thematisierung der nationalsozialistischen Judenverfolgung in der Schule“, ihm liege aber ein „fatalistisches Geschichtsbild“ zugrunde, „das keine Handlungsspielräume zulässt, ein aktives Eingreifen von handelnden Personen unmöglich erscheinen lässt und daher auch die Frage nach Verantwortung und Unterlassung nicht stellt“. Richters Versuch, „tradierte Antisemitismen durch eine neue Art der Darstellung von Juden und Judentum zu korrigieren“, hält sie für gescheitert und betont stattdessen, dass er auch „das zentrale Ereignis der nationalsozialistischen Judenverfolgung, die Ermordung der Juden, zugunsten einer unspezifischen Täter-Opfer-Konstruktion in relativierender Absicht“ ausblende. Das Kinderbuch sei, so Schrader, Kind seiner Zeit und müsse daher als ein „zeitgeschichtliches Dokument einer letztlich auf Entlastung zielenden Verarbeitung des Nationalsozialismus“ gelesen werden. Auch weil die „Darstellung des Nationalsozialismus in dem Kinderbuch Damals war es Friedrich […] weder dem aktuellen Stand der Zeitgeschichtsforschung noch der Geschichtsdidaktik“ entspreche, „sollte das Buch nicht mehr als Lektüre für den Deutschunterricht empfohlen werden“.
Clive Barnes schreibt in seiner Buchrezension: „Damals war es Friedrich will junge Leser aufrütteln und zeigen, was passiert, wenn man die Augen verschließt, während Menschen verfolgt werden. Der Roman zeigt die Entwicklung von Antisemitismus zu Völkermord im nationalsozialistischen Deutschland. […] Der namenlose Erzähler und seine Familie repräsentieren all jene Deutschen, die so wohlwollend waren und doch nicht aufbegehrt haben. Sie stehen für jeden, der Ungerechtigkeit und Grausamkeit nicht anprangert, ob aus Selbstgefälligkeit, Eigeninteresse oder Angst.“
In der Jurybegründung für die Aufnahme des Romans in die Auswahlliste für den Deutschen Jugendliteraturpreis im Jahr 1962 heißt es: „Diese Geschichte aus der Zeit der Judenverfolgung unter dem Nationalsozialismus ist erschütternd durch die schlichte Art der Erzählung, die ohne Ressentiment und Sentimentalität nur die Tatsachen sprechen lässt. Sie schildert die Stationen jüdischen Schicksals in der Zeit zwischen 1925 und 1943 am Beispiel zweier gleichaltriger Jungen, von denen der eine Jude ist. Der junge Leser, der nach diesem dunklen Kapitel unserer Vergangenheit fragt, findet hier eine ehrliche Antwort.“

## Referenzen
Damals war es Friedrich ist in dem literarischen Nachschlagewerk 1001 Kinder- und Jugendbücher – Lies uns, bevor Du erwachsen bist! für die Altersstufe 12+ Jahre enthalten.

## Ausgaben
- Hans Peter Richter: Damals war es Friedrich. Sebaldus, 1961.
- Hans Peter Richter: Damals war es Friedrich. dtv, München 2006, ISBN 3-423-07800-6.
- Hans Peter Richter: Damals war es Friedrich. Hörbuch. Uccello Verlag, Seefeld 2006, ISBN 3-937337-16-4 (3 CDs, gelesen von Michael Degen).